# Dead Space: Aftermath
『Dead Space：Aftermath』（デッドスペース：アフターマス）は、アメリカ合衆国のSFホラーアニメ映画。 
本作は『Dead Space』と『Dead Space 2』間のストーリーを補完する。 

## プロット
USG石村およびイージスVIIコロニーとの連絡がとれなくなったコンコーダンス・エクストラクション社（Concordance Extraction Corporation、CEC）は調査のために船舶USGオバノン（USG O'Bannon）を派遣するが、オバノンとの連絡も途絶した。次に海兵隊の戦艦アブラクシス（Abraxis）が送られた。Dead Spaceの大虐殺にもかかわらず、4人の生存者（警備員のニコラス・カットナー、エンジニアのアレハンドロ・ボルガス、最高科学責任者（CSO）のノーラン・ストロス、主席医務官のイザベラ・チョー）が発見された。生存者達は、タイタンの軌道上に建設されたステーション「スプロール」（Sprawl）に船が向かう途中で、収容室に収容された。主任尋問官は、スプロールに到着するまでの7時間で生存者から情報を得るように監督官から命じられる。 
カットナーは最初に尋問され、事件の説明をした。彼、チョー、ボルガス、ストロスは、オバノンの指揮官によってイージス7の重力を安定させる任務に割り当てられ、リンとセルゲンコの2人の兵士、さらにボルガスのいとこのノアとユニトロジストのオマールの2人のエンジニアが彼らを支援した。キャンベルは密かにカットナーの乗組員にキロあたり数百万クレジット相当のマーカーの破片を持ち帰るように命じた。彼らは現在不安定なイージスVIIに着陸し、エンジニアが重力安定装置を使用している間、カットナーの乗組員は別れた。カットナーはマーカーの破片を見つけるも、それが恐ろしい幻覚を引き起こし彼を凶悪に不安定にした。カットナーは安定装置に損傷を加え、チームメイトはシャトル内に彼を縛りつけた。尋問終了後、尋問部屋からの逃走に成功したカットナーは、ビビアンの亡霊の後を追ってエアロックを開き、追ってきた数人の海兵隊員と共に宇宙空間に吹き飛ばされて死亡した。 
ボルガスは次に尋問され、彼は以下のように説明した：重力安定化の試みは失敗し、彼らは急いで逃げることを余儀なくされた。リン、セルゲンコ、オマールは死亡したが、残りはシャトルに何とか乗り込んで辛うじて惑星を脱出し、ボルガスはシャトルをオバノンに強行着陸させた。イージスVIIはオバノンが惑星系からジャンプできるようになる数秒前に爆発し、破片がショックポイントドライブに深刻な損傷を与えた。いとこの死に激怒したボルガスは、破片の重要性を知らせるように要求した。破片の金銭的価値を説明した船長をボルガスは攻撃した。チョーが彼を落ち着かせた後、船長の指示に従ってドライブを修復する。尋問者は、ボルガスが破片と接触しなかったと判断し、彼はあまりにも知りすぎていたため海兵隊に処刑された。次にストロスが連れてこられた。 
最高科学責任者としてのストロスの職務は、妻のアレクシスと幼い息子との関係に負担をかけており、アレクシスはノーランとイザベルが浮気していると疑っており、それは本当だった。イージスVIIを脱出した後、ストロスはカットナーが収集した破片の詳細な調査を開始した。不幸にも彼は破片の犠牲になり、破片に夢中になってしまった。この目的のために、彼はそれが神によって設計されたと考え、ネクロモーフを作り出せることを知る。彼がこれを証明したとき、不幸にもそれはアウトブレイクを引き起こしてしまう。ストロスは家族を保護するために宿舎に戻るが、彼らがネクロモーフであるとの幻覚を見せられ、家族を惨殺した。尋問者は、ストロスが価値があると判断し、さらなる研究のために彼を引き留めておいた。 
最後に尋問されたチョーは出来事の結末を明らかにする：アウトブレイクの直後に死体安置所に到着した彼女と数人の医者は、安置所の死体が消え、医者が数人殺されているのを発見した。死体の1つがネクロモーフに変異したため彼らは逃げ出したが、執拗に追い詰めるネクロモーフに窮した彼女はカットナーを解放し、彼はネクロモーフを殺していった。彼らは最終的にキャンベル船長と会い、船長はレスリー・パラス副操縦士を含むセキュリティチームと共にネクロモーフと戦っていた。カットナー先導の下、彼らは通気孔に逃げ込んだが、最後尾にいたレスリーがネクロモーフに捕まり殺された。彼らはストロスの研究室に到着し、そこでボルガスとブリッジの二人の士官、マーカス中尉とラナに出会う。ストロスは、破片を破壊することでネクロモーフを止めることができると説明する。ボーガスは、破片をポータルドライブに投入すれば破壊できるだけでなく、ドライブを再起動できると言った。ボルガスがジャンクから作り上げた武器と共に彼らはエンジンルームに向かった。 ルームメイトのジェニーがまだ生きているのを見て驚いたラナは、チョーの警告を聞かずにジェニーのすぐ傍まで近づいたが、そこで漸くジェニーがネクロモーフと化していたことに気がついた。ネクロモーフはラナの顔に酸を吐きつけ、彼女の顔の皮膚をすべて溶かした。ラナは攻撃を受けて絶叫し、カットナーが投げた手榴弾でネクロモーフ共々爆死した。惑星のデブリが船体を破損させ、猛烈な突風を発生させたばかりか作業用の外部ドア制御に損傷を与えた。カットナーは吹き飛ばされそうなマーカス中尉をあと少しで助けられたが、ネクロモーフに背後から襲われたマーカスが手を放してしまい、宇宙空間に吹き飛ばされた。キャンベル船長は自分を犠牲にしてドアを手動で封印した。4人の生存者はネクロモーフと戦いポータルドライブに到達したが、破片を持っていたストロスがドライブに投入することを拒否したため、チョーがストロスを殴って奪い取り投げ入れた。ドライブのエネルギーが破片を破壊し、破壊された破片のフィードバックにより、すべてのネクロモーフが液化された。 
出来事の説明をした後、チョーはアブラクシスがスプロールに到着したことを知らされる。チョーは、彼女の上官がマーカーの影響を認識しており、マーカーに曝された人達を人間モルモットとして利用しているのではないかと推測する。尋問部屋に現れた監督官はスプロールに向かうチョーに同行し、海兵隊員に尋問者と彼の助手を殺させた。監督官はチョーにプロジェクトの責任者としての地位をオファーするが、彼女の上官が何をしたかを知ったチョーは拒否した。彼女はロボトミー手術された。 
監督官と彼の助手は、チョーが石村、イージス7のコロニーおよびオバノンの災害に対して責任を負うテロリストであると非難されたニュース報道を見ていた。その後、彼らはストロスの研究について話し合い、マーカーと接触した2人の人物を見つけることができた運を強調した。 そして彼らはストロスをラボのスロットに保管する。ストロスの隣に保管されているのはもう一人の数週間前にシャトル内に浮かんでいたのを発見されたイージスVIIを破壊した狂ったエンジニアである。そのエンジニアの名前アイザック・クラーク（Isaac Clarke）がホログラフモニターに表示され、『Dead Space 2』の始まりを示す。

## 声優
- イザベル・チョー博士 ー グウェンドリン・ヨー
- ニクラス・カットナー ー クリストファー・ジャッジ
- アレハンドロ・ボルガス ー リカルド・アントニオ・チャビラ
- ノーラン・ストロス博士 ー カート・コーネリアス
- カレブ・キャンベル船長 ー グレアム・マクタビッシュ
- 主任尋問者 ー ピーター・ウッドワード
- リン/サンドラ・バーンズ ー カリ・ウォールグレン
- セルゲンコ司令官 ー ヨルゴ・コンスタンティン
- レスリー・パラス副操縦士 ー クリスティーン・レイキン
- ノア・ポーリング ー ジェシー・ヘッド
- ラナ ー キム・マイ・ゲスト
- オマール・ナイム ー スニル・マルホルトラ
- 監督官 ー リチャード・グリーン
- ビビアン・カットナー ー マギー・ディサ
- 尋問者＃2 ー シャーロット・コーンウェル
- アレクシス・ストロス ー エリン・フィッツジェラルド
- マーカス中尉/海兵隊員#4 ー マーク・エンゲルハルト
- 海兵隊大佐 ー エリック・ビスビット
- 海兵隊員#1 ー マーク・ウィルソン
- 海兵隊員#2/スプロール制御 ー トラビス・クラーク
- 海兵隊員#3/ヴォイト少尉 ー デビッド・ウィルコックス
- フォスター・エドガーズ博士 ー リック・クレイマー
- ブリッジ士官 ー クラリッサ・ジェイコブソン
- コンピューター音声/レポーター ー Lynanne Zager

## 発売
本作のDVDとBlu-rayは2011年1月25日に『Dead Space 2』と同時発売された（日本未発売）。 

## 評価
Rotten Tomatoesは、この映画の高評価レビューと低評価レビューを1件ずつ掲載している。 